# Aegosoma katsurai
Aegosoma katsurai är en skalbaggsart som först beskrevs av Komiya 2000.  Aegosoma katsurai ingår i släktet Aegosoma och familjen långhorningar. Inga underarter finns listade i Catalogue of Life.